# Parque nacional Corcovado (Chile)
O Parque Nacional Corcovado é um dos 36 parques nacionais do Chile, incluídos no Sistema Nacional de Unidades de Conservação do Estado (SNASPE). Um dos principais objetivos de sua criação é proteger os ecossistemas únicos que abriga, como baías, fiordes, rios, vulcões, vales e montanhas, entre outros. Sua criação ocorreu em 2005.
Grandes áreas de suas terras, localizadas no sudoeste da província de Palena, na região de Los Lagos, foram marcadas pela glaciação e formam paisagens únicas de grande beleza cênica. Este lugar está listado como um dos últimos lugares puros do planeta.